# Gregorio Benito
Gregorio Benito (født 21. oktober 1946 i Puente del Arzobispo, Spanien, død 2. april 2020) var en spansk fodboldspiller (midterforsvarer).
Bortset fra et to-årigt lejeophold hos lokalrivalerne fra Rayo Vallecano spillede Benito hele sin karriere hos Real Madrid. Han spillede over 300 ligakampe for Real frem til sit karrierestop i 1982 og var med til at vinde hele seks spanske mesterskaber og fem Copa del Rey-titler.
For det spanske landshold spillede han 22 kampe. Han debuterede for holdet 9. maj 1971 i en EM-kvalifikationskamp mod Cypern, og havde inden da også repræsenteret sit land ved OL 1968 i Mexico City med U/23-landsholdet.

## Titler
La Liga
- 1972, 1975, 1976, 1978, 1979 og 1980 med Real Madrid

Copa del Rey
- 1970, 1974, 1975, 1980 og 1982 med Real Madrid